# Armeria pungens
Armeria pungens är en triftväxtart som först beskrevs av Heinrich Friedrich Link, och fick sitt nu gällande namn av Johann Centurius von Hoffmannsegg och Heinrich Friedrich Link. Armeria pungens ingår i släktet triftar, och familjen triftväxter. Inga underarter finns listade i Catalogue of Life.

## Bildgalleri

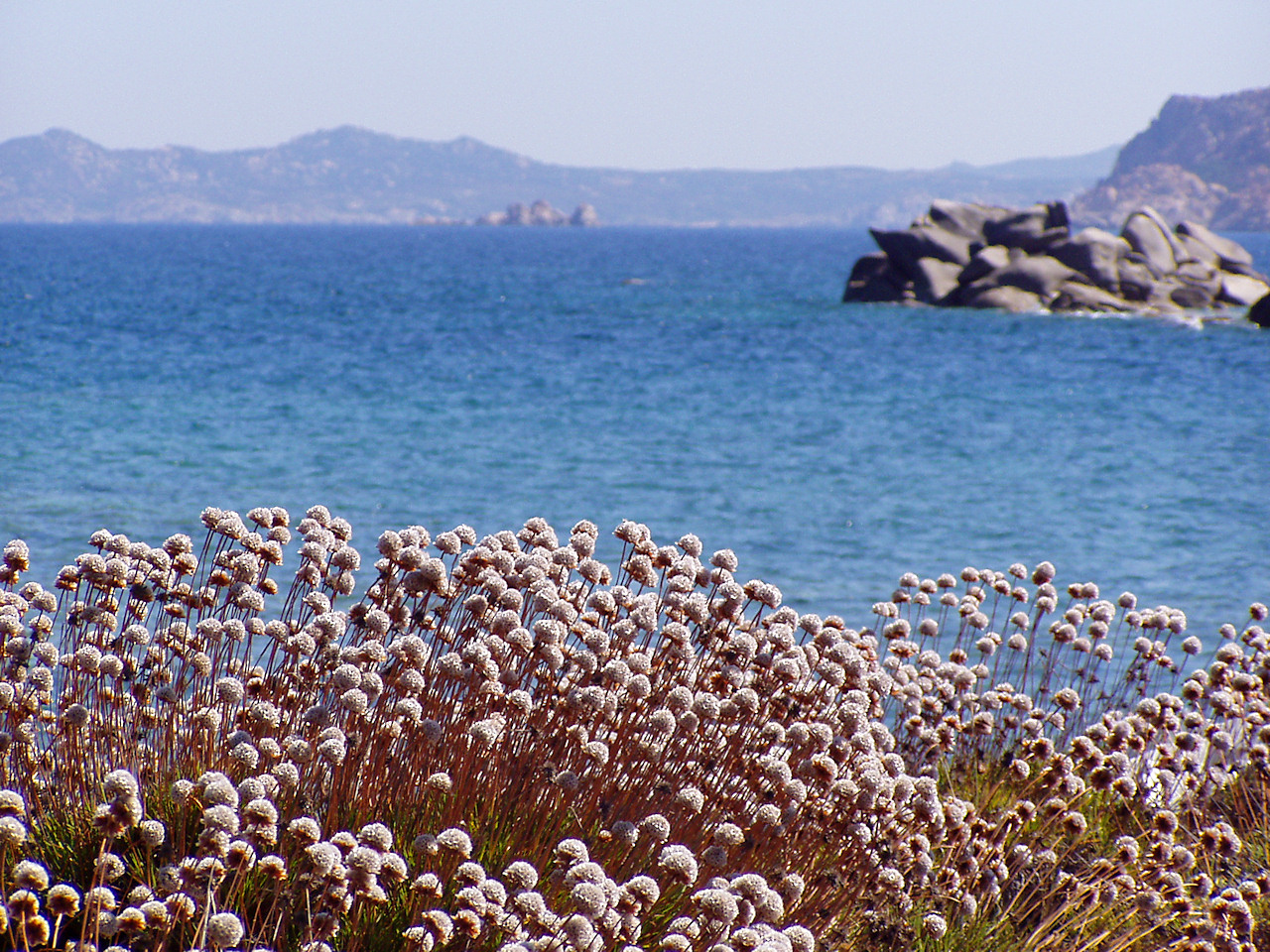